# Doorloopkop

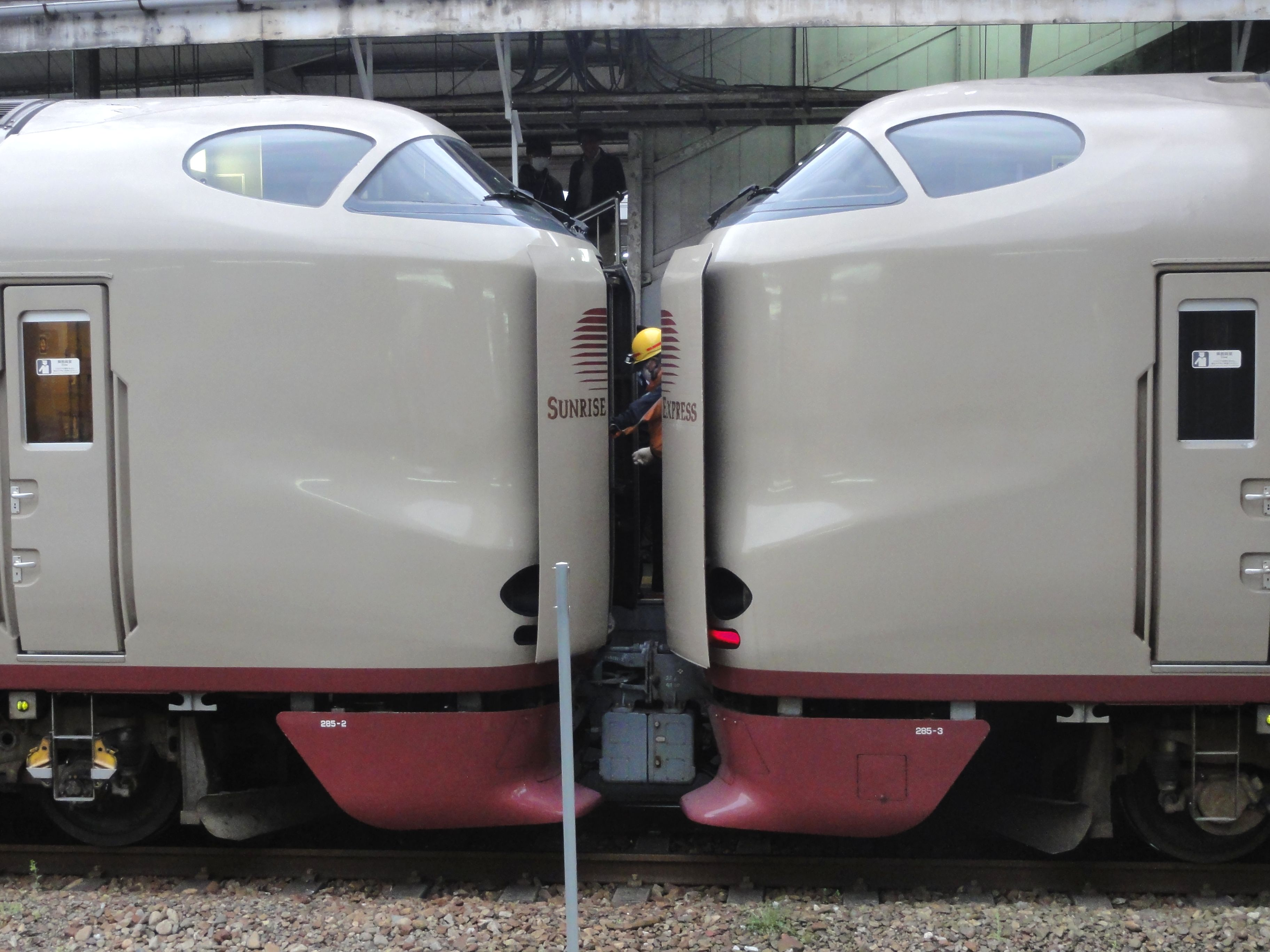
Doorloopkop in Okayama, Japan

Een doorloopkop is een installatie in een treinstel die bedoeld is om het doorlopen van het ene naar het volgende treinstel mogelijk te maken wanneer deze onderling gekoppeld zijn.
Bij de meeste treinstellen is het, evenals bij een getrokken trein, mogelijk van de ene naar de andere bak te lopen, maar een doorloopmogelijkheid tussen de treinstellen komt minder voor.

## Nederland
In Nederland werd de ICM met een doorloopkop uitgerust, wat toen voor Nederland iets geheel nieuws was. Dit treinstel kreeg de bijnaam Koploper. 
De NS besloot in 2005 om uit kosten- en onderhoudsoverwegingen de doorloopkop niet meer te gebruiken. De twee grote deuren aan de voorzijde van treinen werden vanaf dat moment bij herstel van frontschade vervangen door een grote afdekplaat. Bij de latere modernisering van de ICM-stellen naar ICMm werd de gehele installatie verwijderd. Inmiddels heeft geen enkele ICM die in dienst is (ICMm) nog een doorloopkop.

### Achtergrond
In de jaren 70 van de twintigste eeuw werden treinen steeds langer door toenemende groei in het reizigersvervoer. Door deze ontwikkeling reden diverse treinen vaak in combinaties van meerdere treinstellen, voornamelijk van het type mat '46 en mat '54.
Nadeel van deze gekoppelde combinaties was, dat de conducteur tijdens de rit niet door de hele trein kon lopen voor controle en service, en reizigers niet konden doorlopen op zoek naar een vrije plaats, een rustig deel of een vrij toilet. Bij treinen die splitsen, waarbij maar een gedeelte verder ging, of bij een splitsing in twee aparte treinen, bijvoorbeeld bij de vertakkingen Groningen / Leeuwarden, Den Haag Centraal / Rotterdam Centraal en Maastricht / Heerlen (intercity's), konden reizigers die in het verkeerde deel zaten niet tijdens het rijden alvast naar het juiste deel gaan.
Ook de cateringwagentjes met koffie, thee, frisdrank en kleine versnaperingen, die toen nog in bedrijf waren, konden alleen op stations naar een ander treinstel worden overgebracht, en bovendien alleen als er genoeg tijd was.
Bij de doorloopkop vervielen deze bezwaren.

### Ontwikkeling
Het principe van af- en aankoppelen van rijtuigovergangen is niet nieuw, het is lange tijd normaal bij rijtuigen van getrokken treinen. Nadeel van deze systemen is dat het creëren van de overgang veel tijd kost. Bovendien is er mankracht nodig om de overgang tot stand te brengen. De ontwikkeling van de doorloopkop moest deze nadelen wegnemen, zodat de overgang door middel van een eenvoudige knopdruk tot stand gebracht kon worden. Dit gaat sneller en er is geen rangeerder nodig.
Er werd een proefserie ICM-treinen gebouwd en rond 1977 in dienst gesteld. Het gaat daarbij om de treinstelnummers 4001 tot en met 4007. Door middel van een uitgebreide praktijkproef wilde men een betrouwbaar en snel functionerende doorloopkop creëren, waarbij ook de opmerkingen van het bedienend personeel werden meegenomen. De machinistencabine werd verhoogd geplaatst achter de doorloopkop, zodat de machinist over de doorloopkop heen kon kijken. Er ontstond daar een werkruimte van normale proporties. De trap, die gebouwd was om de verhoogde cabine te bereiken, was direct rechts naast de machinistenstoel geplaatst. Dit leidde tot onbevredigende resultaten, omdat het gebeurde dat machinisten door een misstap direct naar beneden vielen. Bij de bestelling van de definitieve serie ICM werd dit probleem opgelost door de cabine groter te maken en de trap achter de stoel te plaatsen. Vanaf 1983 werd een definitieve vervolgserie ICM gebouwd, die op nog veel meer punten afweek.
Het construeren van de doorloopkop heeft de bouwers veel rekenwerk bezorgd, doordat de installatie zeker in het begin niet feilloos werkte. In de loop der jaren is de constructie echter op tal van punten verbeterd, zodat de bedrijfszekerheid toenam.
Tijdens winterse omstandigheden werd de doorloopkop buiten dienst gesteld, omdat vorst en vooral stuifsneeuw de werking van het doorverbinden en losmaken behoorlijk konden belemmeren.

### Werking

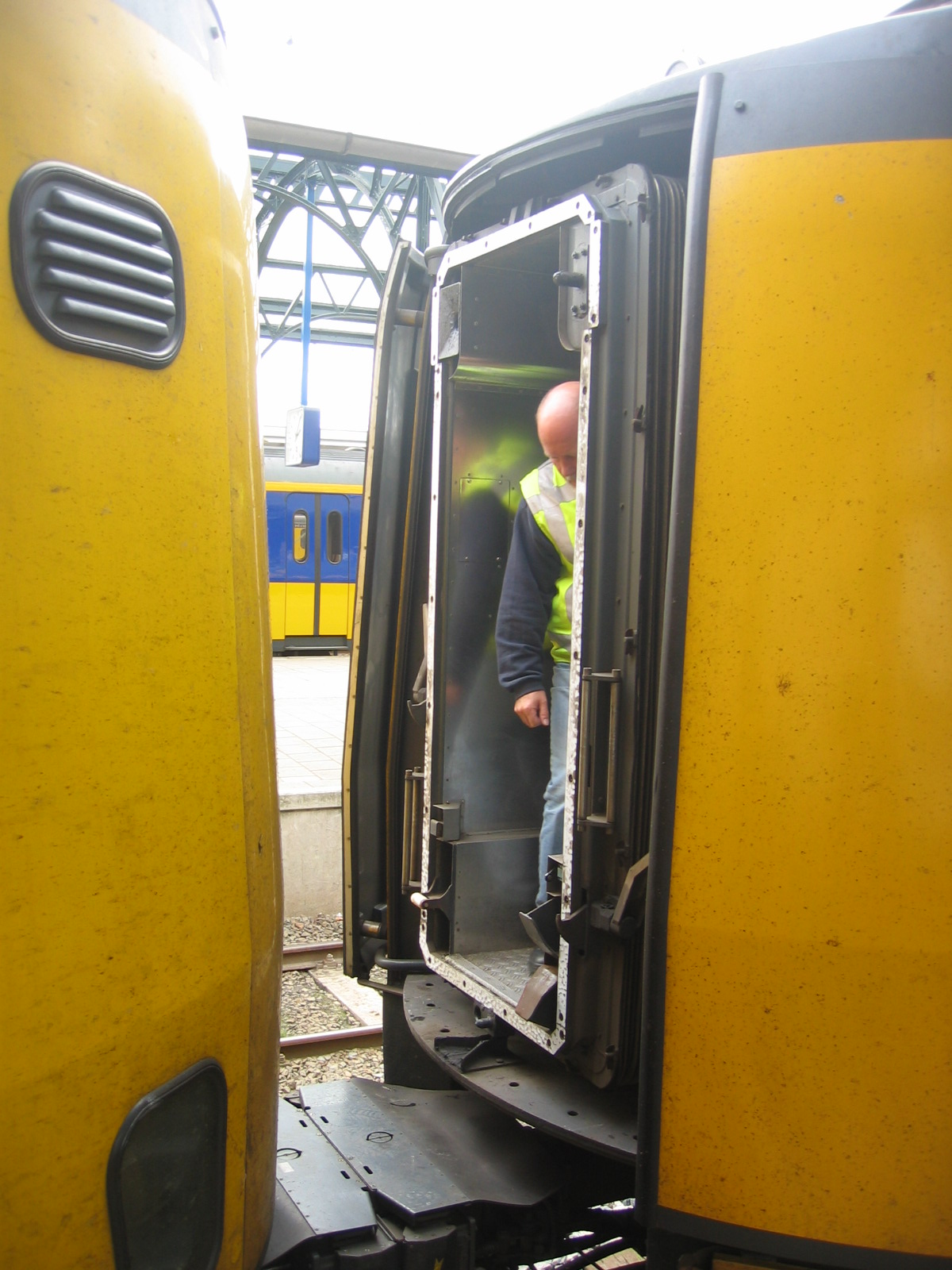
ICM tijdens het koppelen van de doorloopkoppen

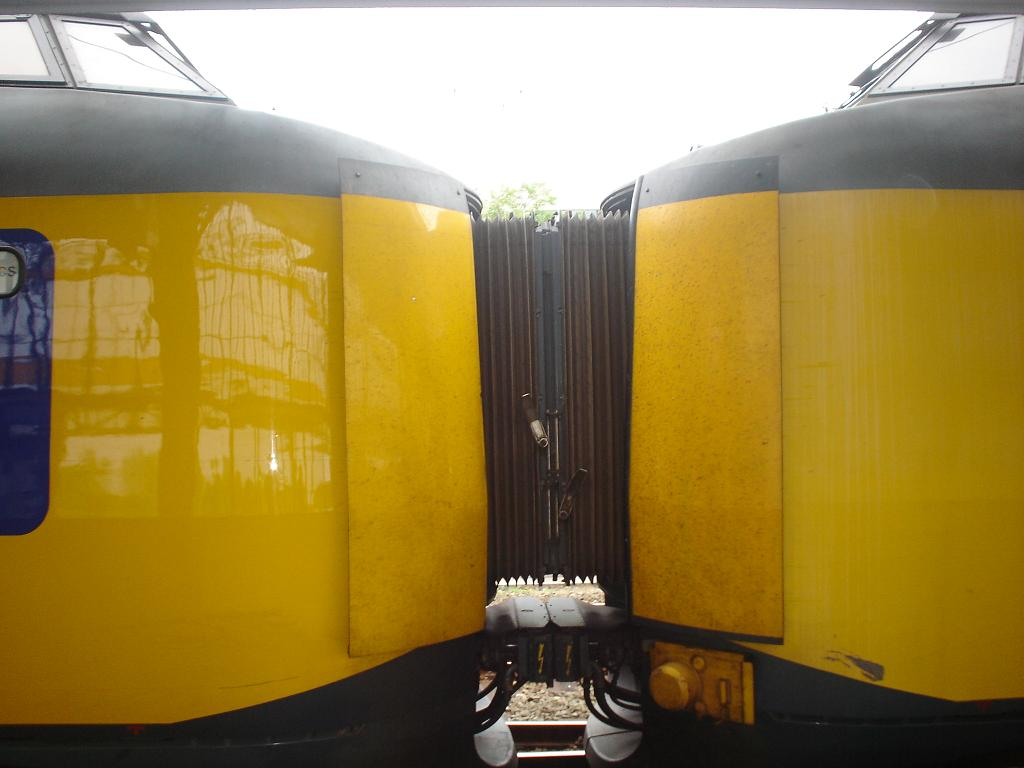
Twee gekoppelde ICM-stellen, 2005

De doorloopkop kan pas in werking worden gesteld wanneer beide treinstellen normaal gekoppeld zijn. Om de procedure voor het doorverbinden in gang te zetten, drukt de machinist op een knop om de verbinding tot stand te brengen. Als eerste openen beide kopdeuren zich een voor één, waarna op de beide door te verbinden delen, de vouwbalgen, vanghaken in positie worden gebracht. Vanuit beide treinstellen schuift er een vouwbalg naar buiten, die op elkaar aansluiten met hulp van de vanghaken. Wanneer beide vouwbalgen tegen elkaar staan, worden de vanghaken teruggedraaid waarbij ze meteen de vouwbalgen tegen elkaar vergrendelen. Wanneer het hele proces goed is gegaan, wordt dit door middel van een meldlamp in de cabine gesignaleerd. Verbreken van de verbinding gebeurt in omgekeerde volgorde. In alle gevallen is het zo, dat een stap pas kan beginnen wanneer de voorgaande is afgerond.
Treinstellen kunnen niet ontkoppeld worden (via de normale koppeling dus) wanneer de doorloopkop nog vergrendeld is. Voorts kan een doorloopkop niet verbonden worden wanneer een treinstel niet gekoppeld is. Het mechaniek van de doorloopkop is ook meegenomen in het 'groene-lampcircuit', het veilig afrijsignaal van de trein, een lamp die gaat branden als alle deuren in de trein gesloten en ook vergrendeld zijn. Een niet goed doorverbonden doorloopkop of bijvoorbeeld een niet gesloten kopdeur zal door het niet gaan branden van de groene lamp in de machinistencabine dus opgemerkt worden.
Het looppad bevond zich bij de koppeling in het midden, maar begon aan weerszijden aan een zijkant van het balkon, met als overgang een schuin gedeelte. Naast het looppad was immers de machinistencabine.
In het looppad zit een deur die een dubbele functie had. De deur kon namelijk op twee manieren dicht zijn.
Was de doorloopkop in gebruik, dan zat de deur tussen het looppad en de zo afgesloten stuurstand.
Was de doorloopkop niet in gebruik, dan zat de deur tussen het balkon (toegankelijk voor passagiers) en het doorlooppad, dat op dat moment (zo buitendienst gesteld) niet meer toegankelijk was.
De machinist kan de trein aan de rechterzijde verlaten. Er is daar een buitendeur. 
Wil hij de trein aan de linkerzijde verlaten, dan moet hij via het balkon lopen.

### Afscheid van de doorloopkop

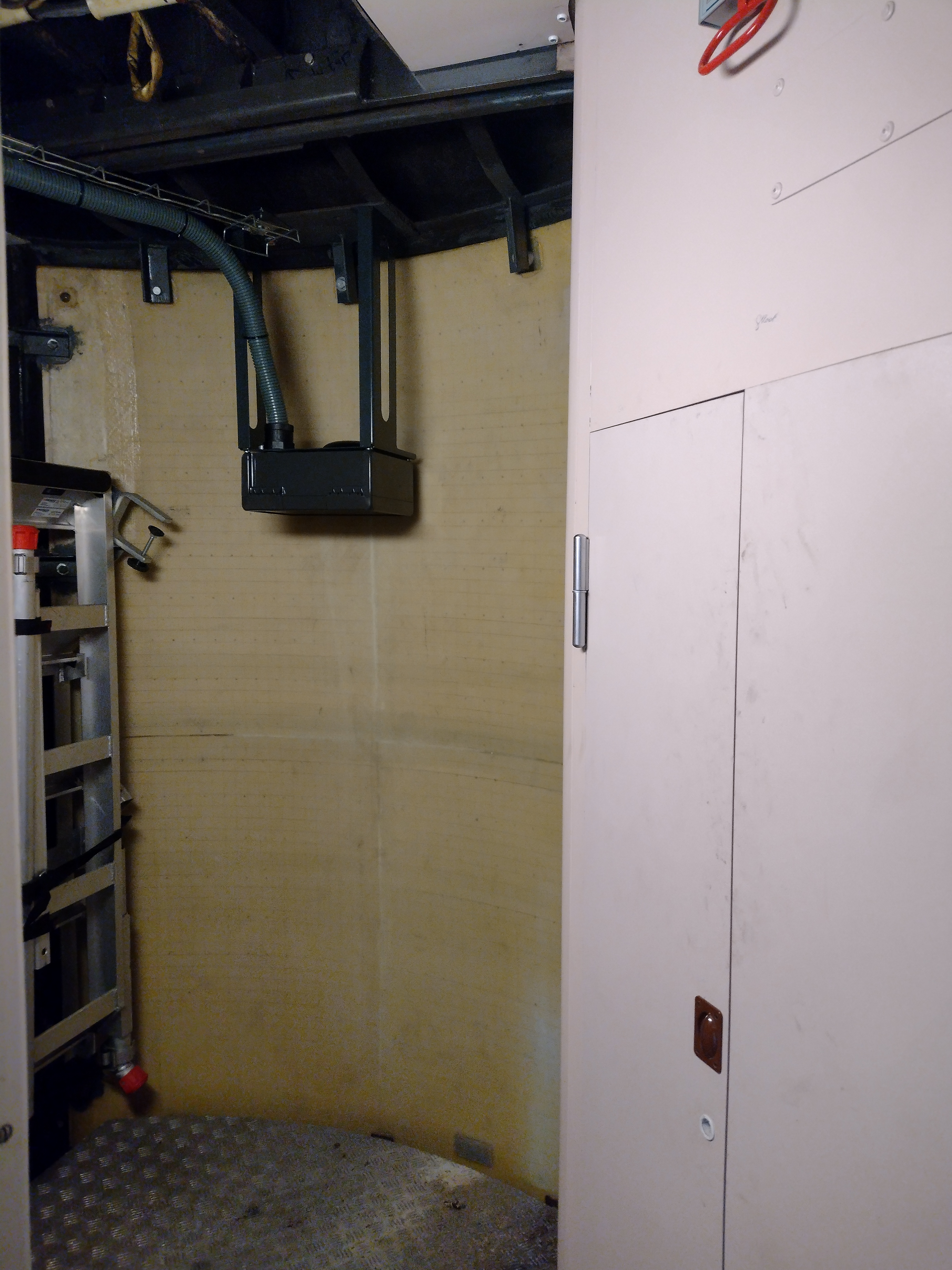
Een dichtgemaakte doorloopkop in een ICMm

Met ingang van 31 oktober 2005 zijn alle doorloopkoppen buiten dienst gesteld. Als redenen zijn gegeven dat door problemen met het op stations koppelen van de treinstellen de punctualiteit van de dienstregeling te veel in het gedrang zou komen en dat er door reizigers en treinpersoneel te weinig gebruik werd gemaakt van de doorloopmogelijkheid. Voorts waren al eerder, in 2003, de cateringkarretjes afgeschaft. Ook met de revisie van de treinstellen ICM is besloten de doorloopkoppen niet opnieuw in dienst te stellen en worden de installaties uitgenomen, waarbij de beide kopdeuren worden vervangen door een grote afdekplaat. In april 2007 werd het prototype 4011 na totale revisie getoond.
Bij de bestelling van latere treinstelseries zoals DD-AR en VIRM is geen gebruik gemaakt van de mogelijkheid om een doorloopkop te construeren; deze treinen hebben dan ook een machinistencabine op normale hoogte.

## Doorloopkoppen in andere landen
Ook in andere landen bestaan doorloopkopconstructies. De Belgische MS96, afgeleid van een Deens treinsteltype IC3 en IR4, heeft op de kopwand een grote rubberbalg zitten. Bij het aankoppelen komen de balgen van beide treinstellen tegen elkaar. Om de doorloop te creëren, wordt de stuurstand van de machinist weggeklapt. In België heeft ook het Klassiek motorstel een doorloopkop, in de vorm van een deur midden op de voorkant. De stuurstand bevindt zich rechts naast de gang, waardoor die erg krap is. In Japan rijden diverse typen treinstellen met een doorlopkop: de E259, E351 en E681 serie van JR bijvoorbeeld.

## Galerij

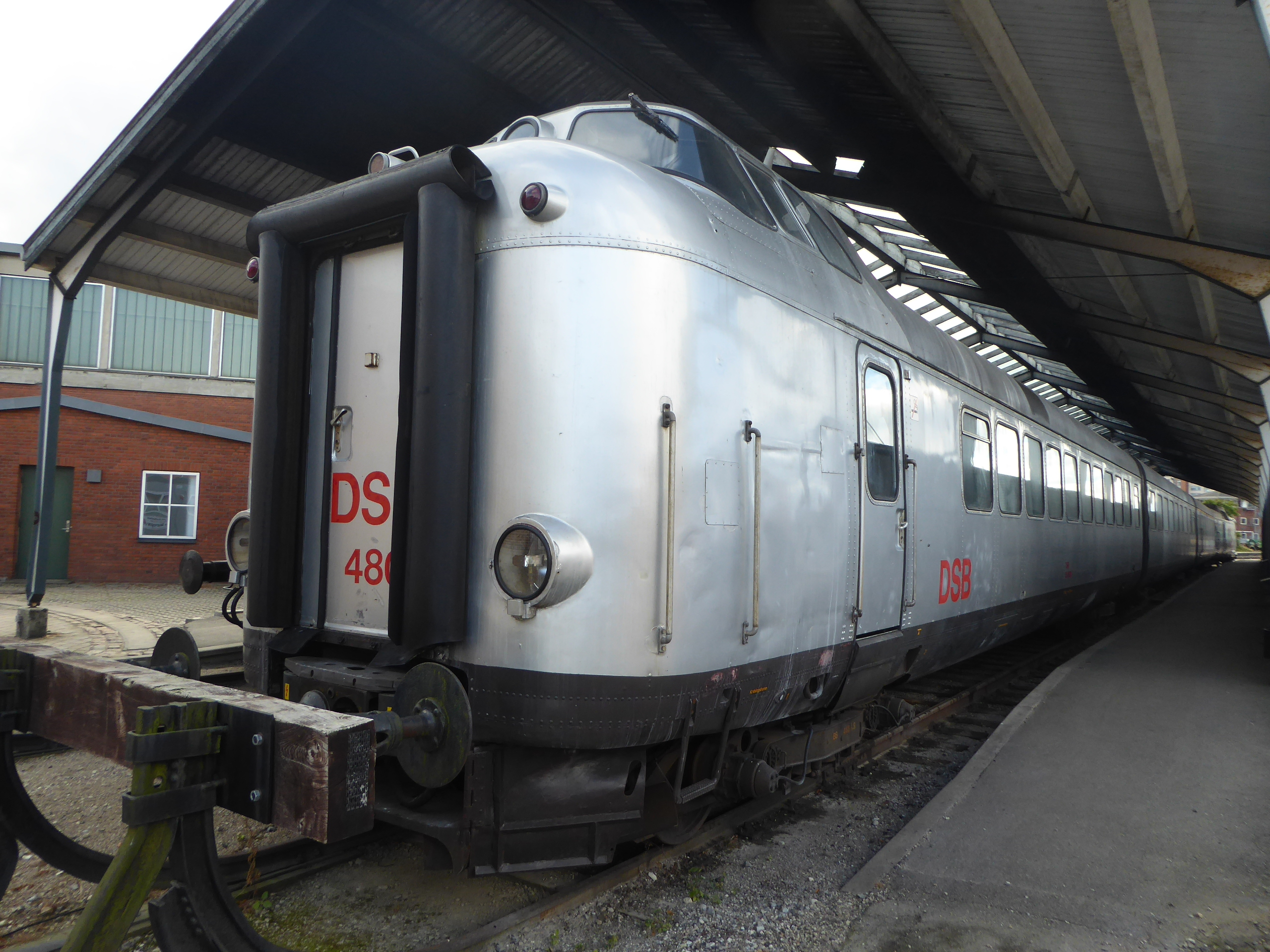
DSB MA (1963)
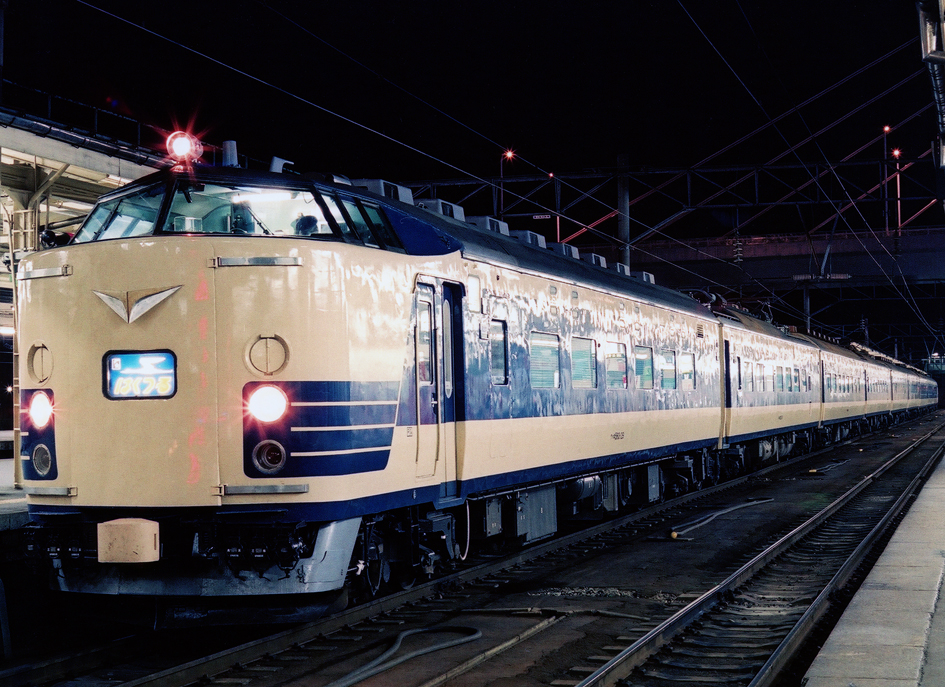
JNR Series 583 (1967)
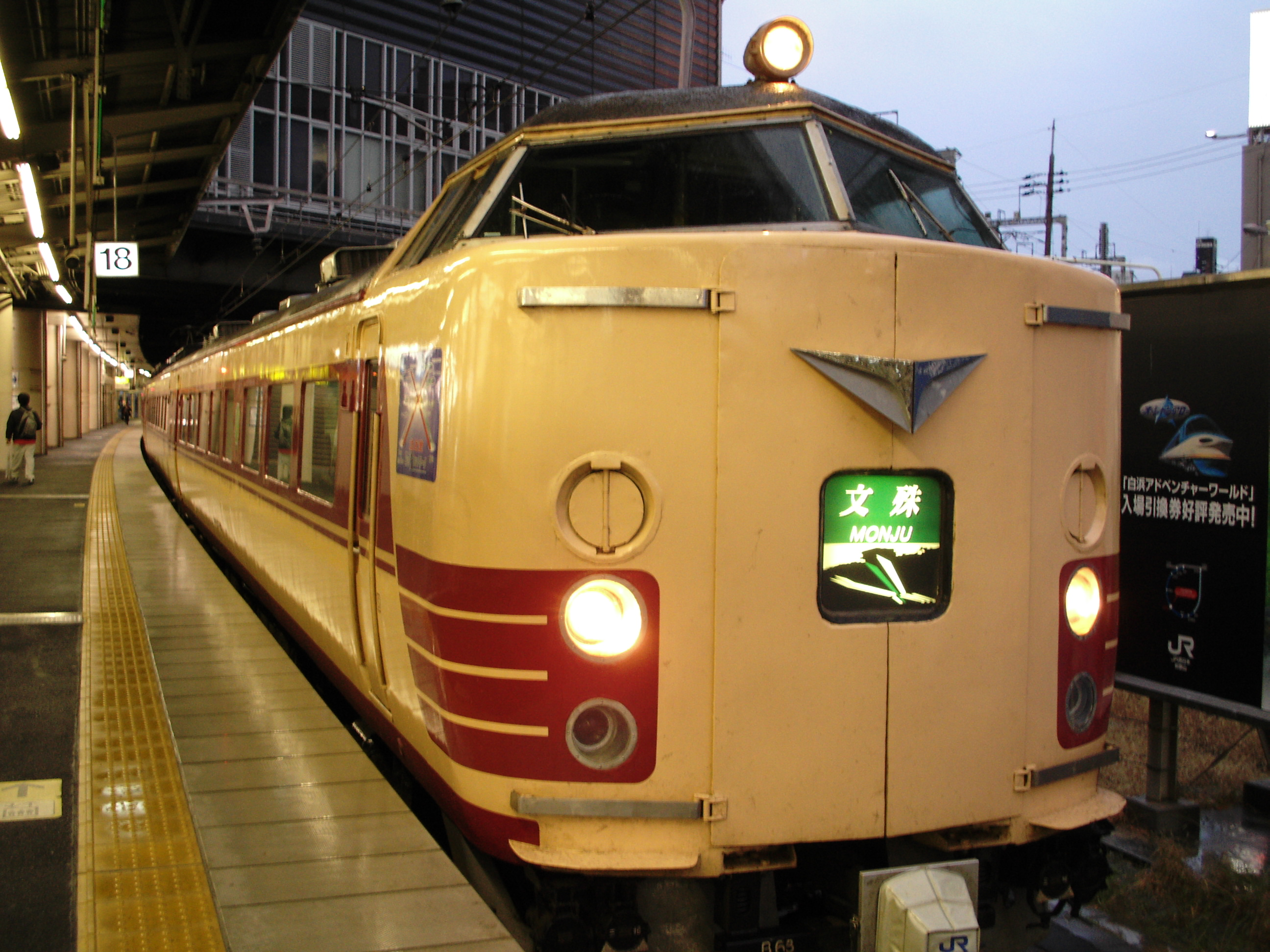
JNR Series 183 (1972)
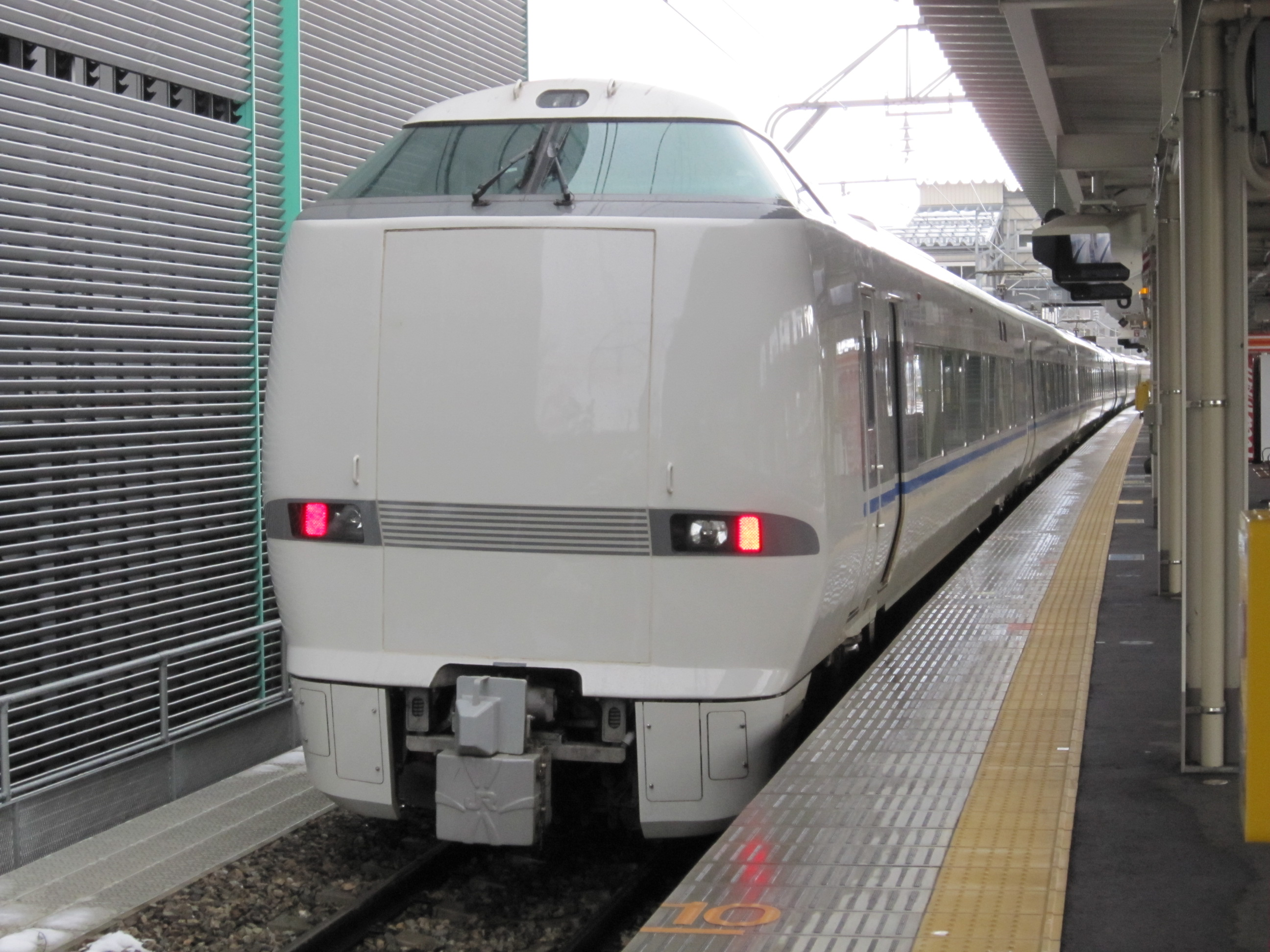
JR West Series 683 (2001)
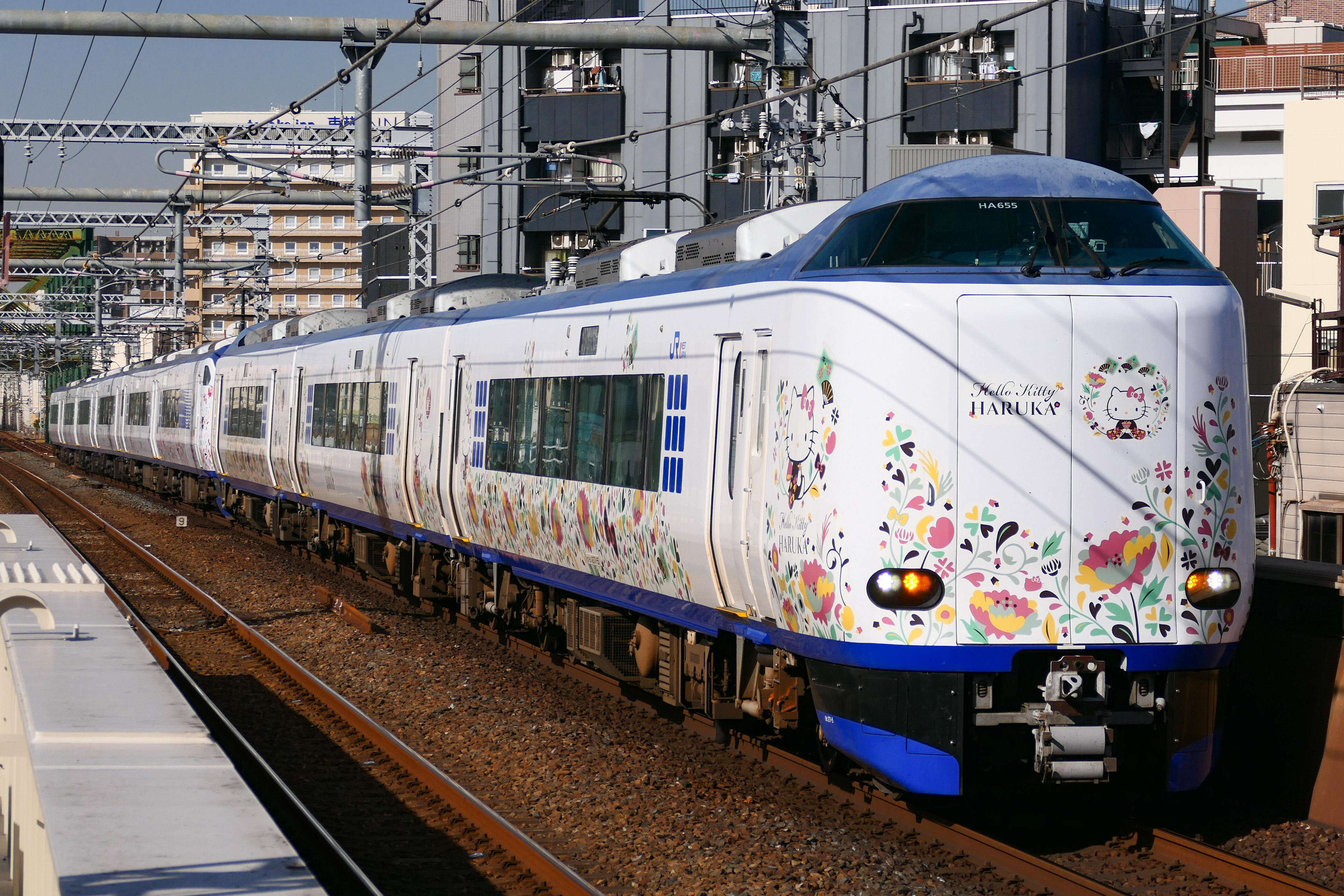
JR West Series 271 (2020)
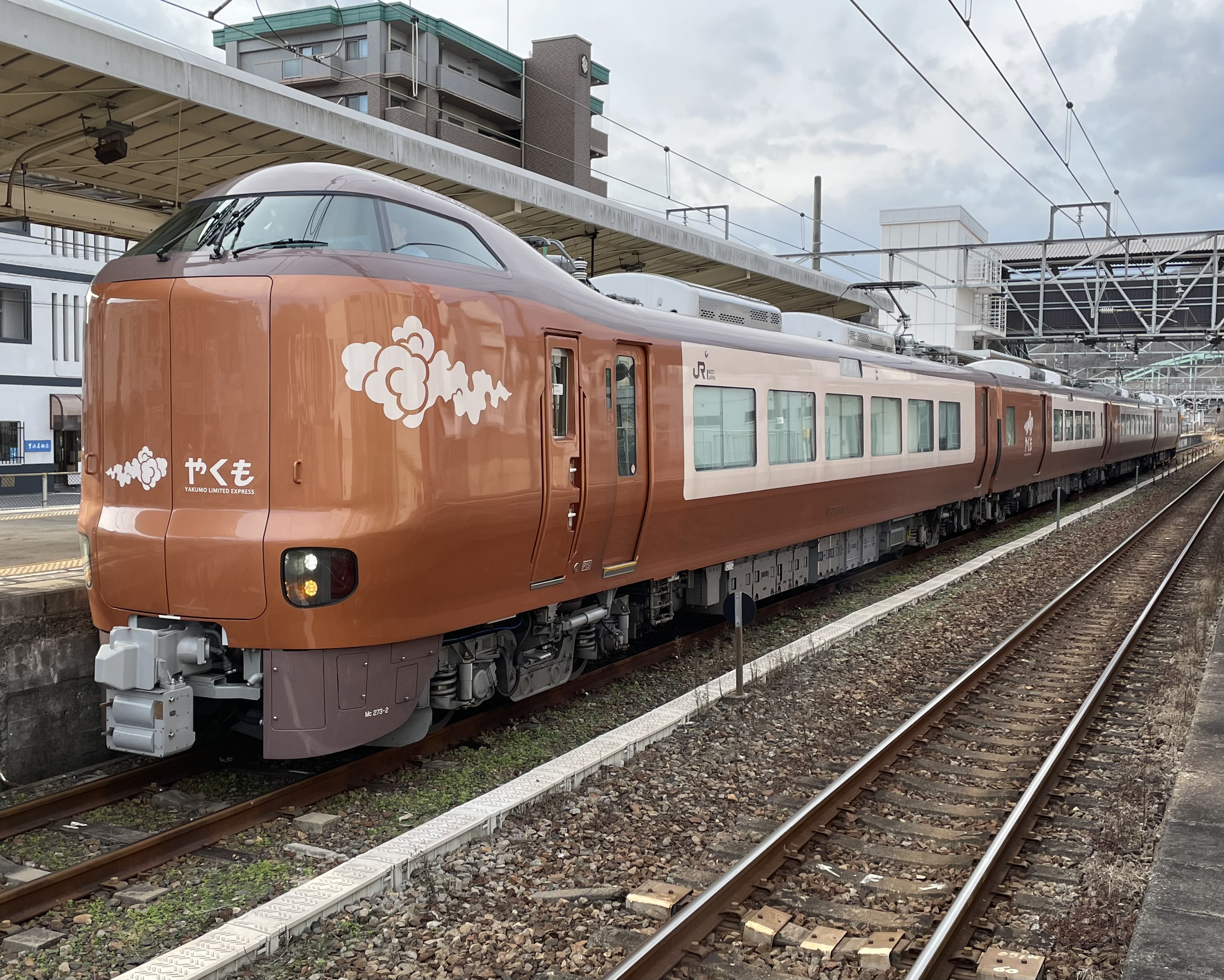
JR West Series 273 (2024)